# Poklona Střemošice
Poklona Nejsvětější Trojice je barokní trojboká výklenková kaple na návrší u silnice ze Střemošic do Řepníků v okrese Chrudim. Poklona vytváří zdaleka viditelnou krajinnou dominantu. Poklona je od roku 1958 chráněna jako kulturní památka.

## Historie
Poklona u Střemošic je trojboká výklenková kaple z roku 1730 zasvěcená Nejsvětější Trojici.
Podle pověsti ji dali postavit z vděčnosti svatebčané z obce Řepníky, s jejichž vozem se splašili koně a jako zázrakem se zastavili těsně před srázem. Podle jiné verze pověsti svatebčané s kočárem ze srázu spadli a zabili se a kaple slouží jako připomínka tragédie. Ve středověku zde prý bylo popraviště. Z kopce je nádherný výhled na hrad Košumberk, barokní poutní kostel na Chlumu, Luži, Železné hory a Žďárské vrchy.

## Popis
Poklona je postavena na trojúhelníkové podstavě postavené z pískovcových kvádříků. Na parapetu podstavy stojí osm metrů vysoký trojboký sloup s mírně konkávně propadlými stranami a zaoblenými rohy. Stěny sloupu jsou členěny dvojicí mělkých pilastrů odsazených od hran a ukončených jednoduchými římsovými hlavicemi. Sloup člení po celém obvodu ve výši jednoho metru profilovaná pískovcová římsa. Nad touto římsou se mezi pilastry na každé straně Poklony nalézají dvojice mělkých, prázdných nik umístěných nad sebou. Niky jsou zakončeny nahoře půlkruhem.
Sloup je nahoře zakončen výraznou profilovanou pískovcovou římsou, na které stojí v rozích sošky andílků držících v rukou asymetricky tvarované kartuše. Vrchol sloupu je ozdobený trojbokým volutovým útvarem ukončeným kamenným oblakem s hlavičkami andílků. Do oblaku je vsazeno pozlacené vševidoucí Boží oko v trojúhelníkové svatozáři. Sloup je omítnut (mimo pískovcový sokl, hlavice pilastrů a obě římsy).